# الدوري الإسباني الدرجة الثانية ب 1979–80
الدوري الإسباني الدرجة الثانية بي 1979–80 (بالإسبانية: Segunda División B de España 1979-80)‏ هو موسم من الدوري الإسباني الدرجة الثانية بي. فاز فيه نادي باراكالدو.